# Іглицеподібні
Іглицеподібні (Syngnathiformes) — ряд променеперих риб (Actinopterygii), що включає морських іглиць і морських коників.
Риби мають продовжене тіло, озброєне серією кісткових кілець, і маленький трубкоподібний рот. Деякі групи мешкають серед морських трав і тримаються в воді вертикально.
Латинська назва ряду «Syngnathiformes», означає «З'єднанощелепні», що походить від давньогрецького syn (συν, «разом») + gnathos (γνάθος, «щелепа») + кінцівка «-formes» з латинської «подібний».
Іноді відзначаються як підряд Syngnathoidei в ряді Gasterosteiformes разом із колючками. Однак в останні часи ці ряди розділяють.

## Класифікація
- Ряд Syngnathiformes
  - Підряд Syngnathoidei
    - Надродина Pegasoidea
      - Родина Pegasidae — пегасові

    - Надродина Syngnathoidea
      - Родина Solenostomidae — несправжні іглиці
      - Родина Syngnathidae — іглицеві

  - Підряд Aulostomoidei
    - Надродина Aulostomoidea
      - Родина Aulostomidae
      - Родина Fistularidae

    - Надродина Centriscoidea
      - Родина Macroramphosidae
      - Родина Centriscidae
      - Родина Dactylopteridae — довгоперові